# Landkreis Eichstätt
Landkreis Eichstätt is een Landkreis in de Duitse deelstaat Beieren. De Landkreis telt 133.169 inwoners (31 december 2020) op een oppervlakte van 1.214,41 km². Kreisstadt is de gelijknamige stad.

## Indeling
Eichstätt is verdeeld in 30 gemeenten. Twee daarvan hebben de status van stad, elf mogen zich Markt noemen. Een aantal kleinere gemeenten laat hun bestuur uitvoeren door een grotere buurgemeente middels een Verwaltungsgemeinschaft. In het noorden van het Landkreis ligt een klein, niet gemeentelijk ingedeeld gebied.
Steden
1. Beilngries
2. Eichstätt

Märkte
1. Altmannstein
2. Dollnstein
3. Gaimersheim
4. Kinding
5. Kipfenberg
6. Kösching
7. Mörnsheim
8. Nassenfels
9. Pförring
10. Titting
11. Wellheim

Overige gemeenten
1. Adelschlag
2. Böhmfeld
3. Buxheim
4. Denkendorf
5. Egweil
6. Eitensheim
7. Großmehring
8. Hepberg
9. Hitzhofen
10. Lenting
11. Mindelstetten
12. Oberdolling
13. Pollenfeld
14. Schernfeld
15. Stammham
16. Walting
17. Wettstetten

Niet gemeentelijk ingedeeld
1. Haunstetter Forst (5,42 km²)

Aichach-Friedberg · Altötting · Amberg · Amberg-Sulzbach · Ansbach (stad) · Landkreis Ansbach · Aschaffenburg (stad) · Landkreis Aschaffenburg · Augsburg (stad) · Landkreis Augsburg · Bad Kissingen · Bad Tölz-Wolfratshausen · Bamberg (stad) · Landkreis Bamberg · Bayreuth (stad) · Landkreis Bayreuth · Berchtesgadener Land · Cham · Coburg (stad) · Landkreis Coburg · Dachau · Deggendorf · Dillingen an der Donau · Dingolfing Landau · Donau-Ries · Ebersberg · Eichstätt · Erding · Erlangen · Erlangen-Höchstadt · Forchheim · Freising · Feyung-Grafenau · Fürstenfeldbruck · Fürth (stad) · Landkreis Fürth · Garmisch-Partenkirchen · Günzburg · Haßberge · Hof (stad) · Landkreis Hof · Ingolstadt · Kaufbeuren · Kelheim · Kempten im Allgäu · Kitzingen · Kronach · Kulmbach · Landsberg am Lech · Landshut (stad) · Landkreis Landshut · Lichtenfels · Lindau · Main-Spessart · Memmingen · Miesbach · Miltenberg · Mühldorf am Inn · München · Landkreis München · Neuburg-Schrobenhausen · Neumarkt in der Oberpfalz · Neurenberg · Neustadt an der Aisch-Bad Windsheim · Neustadt an der Waldnaab · Neu-Ulm · Nürnberger Land · Oberallgäu · Ostallgäu · Passau (stad) · Landkreis Passau · Pfaffenhofen an der Ilm · Regen · Regensburg (stad) · Landkreis Regensburg · Rhön-Grabfeld · Rosenheim (stad) · Landkreis Rosenheim · Roth · Rottal-Inn · Schwabach · Schwandorf · Schweinfurt (stad) · Landkreis Schweinfurt · Starnberg · Straubing · Straubing-Bogen · Tirschenreuth · Traunstein · Unterallgäu · Weiden in der Oberpfalz · Weilheim-Schongau · Weißenburg-Gunzenhausen · Wunsiedel im Fichtelgebirge · Würzburg (stad) · Landkreis Würzburg
Adelschlag ·
Altmannstein ·
Beilngries ·
Böhmfeld ·
Buxheim ·
Denkendorf ·
Dollnstein ·
Egweil ·
Eichstätt ·
Eitensheim ·
Gaimersheim ·
Großmehring ·
Hepberg ·
Hitzhofen ·
Kinding ·
Kipfenberg ·
Kösching ·
Lenting ·
Mindelstetten ·
Mörnsheim ·
Nassenfels ·
Oberdolling ·
Pförring ·
Pollenfeld ·
Schernfeld ·
Stammham ·
Titting ·
Walting ·
Wellheim ·
Wettstetten